# 小行星5955
小行星5955（英語：5955 Khromchenko）是一颗围绕太阳公转的小行星。1987年9月2日，柳德米拉·切爾尼赫在克里米亚发现了此天体。
这颗小行星的绝对星等为189.4925664596896等。